# Kristina Killgrove
Kristina Killgrove (nacida el 10 de marzo de 1977) es una bioarqueóloga, comunicadora científica y autora estadounidense que cubre principalmente noticias sobre antropología y arqueología y se dedica a la investigación de esqueletos romanos antiguos. Es colaboradora habitual de Live Science  y anteriormente de Mental Floss , Science Uncovered y Forbes . De 2012 a 2018, fue profesora de antropología en la Universidad de West Florida  y ha mantenido una afiliación como investigadora en el Instituto Ronin desde 2011.  Actualmente está afiliada a la Universidad de Carolina del Norte en Chapel Hill . 

## Biografía
Killgrove creció en Charlottesville, Virginia, donde su padre trabajaba como ingeniero para el Centro Nacional de Inteligencia Terrestre y su madre era enfermera. Ella tiene un hermano. Se graduó de Albemarle High School y de la Universidad de Virginia, y obtuvo una licenciatura con doble especialización en arqueología clásica y latín.  Killgrove asistió a la Universidad de Carolina del Este y obtuvo una maestría en antropología, luego asistió a la Universidad de Carolina del Norte en Chapel Hill, donde obtuvo una maestría en arqueología clásica y un doctorado en antropología.  Ha impartido cursos universitarios en la Universidad de West Florida,  Universidad de Vanderbilt, UNC Chapel Hill, SUNY Cortland y Durham Technical Community College .  Killgrove está casada  con Patrick Reynolds, ingeniero principal de GitHub y Oráculo de Bacon ; ellos tienen dos niños.   En 2019, renunció a su puesto como presidenta del comité de relaciones con los medios de la Sociedad de Arqueología Estadounidense (SAA) para protestar por el hecho de que la SAA no expulsó a un arqueólogo acusado de acoso sexual de su conferencia anual.  

## Proyectos de investigación
El primer proyecto de investigación de Killgrove para su tesis se centró en esqueletos de dos cementerios de la Roma de la época imperial.  Este trabajo incluyó la reconstrucción paleodietética, así como el primer estudio con isótopos de estroncio de la migración humana en la península italiana.    De 2010 a 2017, Killgrove trabajó en el material esquelético humano recuperado del yacimiento de Gabii, en el marco de un proyecto liderado por Nicola Terrenato .  Desde 2017, dirige un equipo que trabaja en el sitio vesubiano de Oplontis .   Killgrove ha escrito un blog, impulsado por Osteons, desde 2007.  En 2013, contribuyó a la columna 'Pregúntele a un científico' de la efímera revista británica de ciencia pop Science Uncovered .  De 2015 a 2020 fue colaboradora de Forbes, cubriendo noticias de arqueología y antropología en su propia columna.  En 2016, comenzó a contribuir con ensayos ocasionales para Mental Floss  y en 2022 comenzó a escribir para Live Science .  Killgrove ha ganado dos premios por su comunicación científica.   También ha proporcionado comentarios expertos para numerosos medios de comunicación, incluidos CNN, BBC, LiveScience, Gizmodo, Ars Technica, Newsweek, NPR y Quirks &amp; Quarks . 

## Premios
- 2017 – Excelencia en Arqueología Pública ( Sociedad de Arqueología Estadounidense )
- 2016 – Premio New Directions de Antropología Pública ( Asociación Estadounidense de Antropología )

## Publicaciones académicas
- Killgrove, K. y R. Tykot. 2018. Dieta y colapso: un estudio de isótopos estables de Gabii de la era imperial (siglos I-III d.C.). Revista de ciencia arqueológica: informes. doi: 10.1016/j.jasrep.2017.05.054.
- Killgrove K. y J. Montgomery. 2016. Todos los caminos conducen a Roma: explorando la migración humana a la Ciudad Eterna a través de la bioquímica de esqueletos de dos sitios de la era imperial (siglos I-III d.C.). MÁS UNO 11(2): e0147585. doi: 10.1371/journal.pone.0147585.
- Meyers Emery, K. y K. Killgrove. 2015. Huesos, cuerpos y blogs: divulgación y compromiso en bioarqueología. Arqueología de Internet 39. doi: 10.11141/ia.39.5.
- Killgrove, K. 2013. Biohistoria de la República Romana: el potencial del análisis isotópico de restos esqueléticos humanos. Arqueologías posclásicas 3:41–62.
- Killgrove, K. y R. Tykot. 2013. Alimentos para Roma: una investigación de isótopos estables de la dieta en el período imperial (siglos I-III d.C.). Revista de Arqueología Antropológica 32(1):28–38. DOI: 10.1016/j.jaa.2012.08.002.
- Montgomery, J., J. Evans, S. Chenery, V. Pashley, K. Killgrove. 2010. "Reluciente, blanco y mortal": exposición al plomo y orígenes geográficos en la época romana. En Diásporas romanas: enfoques arqueológicos de la movilidad y la diversidad en el Imperio Romano, H. Eckardt ed. Revista de Arqueología Romana suplemento 78, Capítulo 11, págs. 199–226.